# Prenton Park
Der Prenton Park ist ein Fußballstadion in der englischen Hafenstadt Birkenhead, Metropolitan County Merseyside, Vereinigtes Königreich. Es ist Eigentum und Heimspielstätte des Fußballclubs Tranmere Rovers. Die Anlage bietet 16.587 Sitzplätze.

## Geschichte
Der Prenton Park wurde um 1887 erbaut und 1912 von den Tranmere Rovers bezogen. Zuvor diente es u. a. dem FC Cammell Laird als Stadion. Neben den Rovers trägt auch die Reservemannschaft des FC Liverpool ihre Heimspiele hier aus.
Zwischen 1994 und 1995 wurde das Stadion umfassend renoviert und ausschließlich mit Sitzplätzen ausgestattet.

### Spiele
Der Prenton Park war nur einmal Austragungsort für einen internationalen Wettbewerb. Am 22. Juli 1998 kam es zum UEFA-Pokal-Hinspiel zwischen dem Shelbourne FC aus Dublin und den Glasgow Rangers, da die Clubs Ausschreitungen der rivalisierenden Fangruppen aufgrund des konfessionellen Hintergrundes der beiden Teams befürchteten. Das Spiel wurde als Heimspiel für Shelbourne gewertet und endete mit 5:3 für die Rangers. Da es während des Spiels zu Problemen mit den Anhängern der Rangers kam, mussten diese infolge eine von der UEFA erhobene Strafe in Höhe von 25.000 SFr. (ca. 16.500 €) zahlen.
Die schlechteste Stadionauslastung hingegen war 1984 in einem Spiel gegen Halifax Town, welches sich lediglich 937 Personen ansahen.

## Tribünen
Das Stadion bietet insgesamt 16.587 Plätze.
- Main Stand (Haupttribüne), mit 5957 Plätzen (inklusive des Town End Paddock und des Bebington Paddock, mit 1209 bzw. 1150 Plätzen)
- Kop Stand, 5696 Plätze
- Johnny King Stand (ehemals „Borough Road Stand“), 2414 Plätze
- Cowshed Stand (für die Gäste-Fans), 2500 Plätze

## Besucherrekord und Zuschauerschnitt
Die Rekordzuschauerzahl wurde mit 24.424 am 5. Februar 1972 in einem FA-Cup-Spiel der Tranmere Rovers gegen Stoke City erreicht. Der Rekord im heutigen Sitzplatzstadion kam am 7. Mai 1995 zustande, als die Tranmere Rovers in der First Division vor 16.177 Zuschauern gegen den FC Middlesbrough antraten.
- 2014/15: 5.192 (Football League Two)
- 2015/16: 5.084 (National League)
- 2016/17: 5.173 (National League)
- 2017/18: 5.117 (National League)
- 2018/19: 6.552 (EFL League Two)
- 2019/20: 6.777 (EFL League One)
- 2020/21: 0154 (EFL League Two), aufgrund der COVID-19-Pandemie begrenzt[1]
- 2021/22: 2.413 (EFL League Two), aufgrund der COVID-19-Pandemie begrenzt[1]
- 2022/23: 6.101 (EFL League Two)
- 2023/24: 6.163 (EFL League Two)

## Galerie

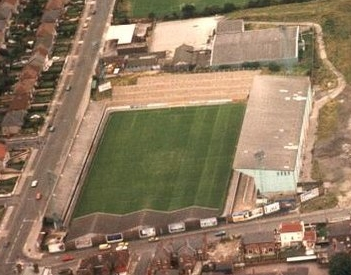
Der Prenton Park im Jahr 1986
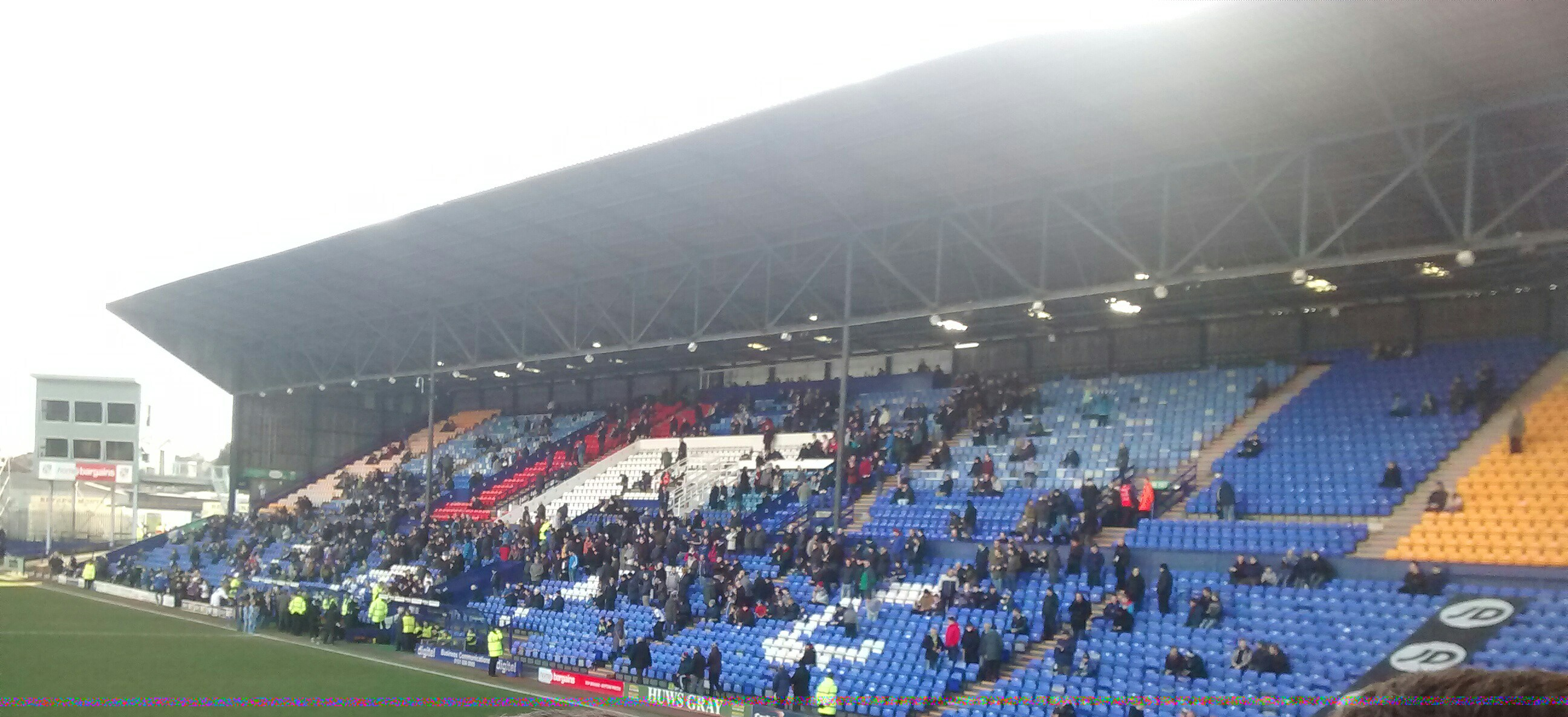
Der Main Stand 2015
Tribünenplan